# Schinnik-Stadion
Das Schinnik-Stadion (russisch Стадион «Шинник») ist ein Fußballstadion mit Leichtathletikanlage in der russischen Stadt Jaroslawl in der gleichnamigen Oblast. Der Fußballverein Schinnik Jaroslawl, derzeit in der zweiten russischen Liga, empfängt seine Gegner in der städtischen Sportstätte.

## Geschichte
Das Stadion in Jaroslawl wurde nach fünf Jahren Bauzeit im Jahr 1928 eröffnet. Die Anlage bedeckt eine Fläche von 101.639 m2 und bietet den Besuchern 22.900 Plätze. Auf der Haupttribüne, die nur zu einem kleinen Teil überdacht ist, befinden sich 45 VIP-Logenplätze und eine Pressetribüne mit 69 Arbeitsplätzen. Mit einer Beleuchtungsstärke von 1.200 Lux der vier Stahlgerüst-Masten der Flutlichtanlage wird die Spielstätte beleuchtet. 2002 erhielt das Stadion die, zu der Zeit, größte Videoanzeigetafel in Russland. Mitte 2008 begann die Renovierung des Stadions mit dem Ziel; die Tribünen zu erneuern und die Haupttribüne sowie die beiden Kurven zu überdachen. Die Gegentribüne im Osten liegt direkt an einer Straße und kann nicht vergrößert oder überdacht werden.
Die Umgestaltung des Stadions wurde aber angesichts der Bewerbung Russlands um die Fußball-Weltmeisterschaft 2018 gestoppt und nur die Südkurve im August 2010 fertiggestellt. Die Stadt Jaroslawl ist einer der vorgesehenen Spielorte für das WM-Turnier. Da das Schinnik-Stadion auch nach dem Umbau zu klein wäre und nicht den geänderten Anforderungen der FIFA entspricht; plant man nun den Bau eines modernen Fußballstadions mit einer Kapazität von etwa 40.000 bis 45.000 Zuschauern.
Auf der neuen Tribüne wurde die alte Bestuhlung gegen Klappsitze aus Kunststoff getauscht. Die auf dem Tribünenrand befindliche Videoanzeigetafel versetzte man in die Südostecke. Die Leichtathletikbahn blieb erhalten und unter dem Spielfeld wurde eine Rasenheizung verlegt. Der moderne Bau beinhaltet die Umkleidekabinen für die Mannschaften wie auch für Trainer und Schiedsrichter. Des Weiteren befinden sich in dem klimatisierten Rang u. a. Büros, medizinische Einrichtungen und Dopingprobenraum, ein Pressezentrum für die Journalisten, Toiletten für die Besucher sowie Sauna, Duschen und Massageraum, Fitnessstudio und zwei Aufwärmbereiche für die Mannschaften. Außerhalb des Stadions legte man einen beheizbaren Kunstrasenplatz an und es wurden 500 Parkplätze am Stadion geschaffen; die an Spieltagen kostenfrei genutzt werden können.
Am 22. Mai 2011 fand das russische Fußballpokalfinale im Stadion in Jaroslawl statt. Der ZSKA Moskau besiegte Alanija Wladikawkas mit 2:1 Toren.

## Tribünen
- Haupttribüne, West: 8.713 Plätze
- Gegentribüne, Ost: 4.573 Plätze
- Südkurve: 3.961 Plätze
- Nordkurve: 5.195 Plätze